# Синтаксическая омонимия
Синтакси́ческая омоними́я — это возможность построить несколько синтаксических структур на основе одной и той же последовательности языковых знаков. Выделяются следующие типы синтаксической омонимии: неоднозначность установления синтаксических связей (стрелочная омонимия), омонимия субъектной и объектной связей (разметочная омонимия) и омонимия множества различных синтаксических групп (конституентная омонимия).
В русской традиции существует четыре близких термина — омонимия, многозначность, полисемия и неоднозначность. Термин многозначность является наиболее широким и указывает на существование у некоторой единицы более одного значения. Термин полисемия иногда рассматривается как синоним многозначности, однако чаще под ним понимают именно лексическую многозначность. Под неоднозначностью языкового выражения или речевого произведения (текста) понимают наличие у него одновременно нескольких различных смыслов.
Существует несколько точек зрения на терминологию. Например, Ю. Д. Апресян различает языковую неоднозначность неоднозначность (лексическую и синтаксическую) и речевую, возникающую в высказывании из-за неопределенности тех или иных параметров ситуации. Если языковая неоднозначность — это способность слова или выражения иметь различные интерпретации (то есть можно утверждать, что это свойство языковых единиц), то речевая неоднозначность — это реализация данного свойства в конкретном высказывании. Речевая неоднозначность может быть ненамеренной (и тогда она либо будет разрешена в ходе дальнейшей коммуникации, либо произойдет коммуникативная неудача), но она может быть и намеренной, использоваться как специальный прием. Неоднозначность как сосуществование множества различных осмыслений художественного текста признается некоторыми исследователями его неотъемлемым свойством: именно одновременное присутствие двух различных пониманий (слова, выражения или текста в целом) создает новый смысл. Например:
Он из Германии туманной привез учености плоды.
Следует различать разрешение лексической неоднозначности (проехать остановку: «преодолеть расстояние» и «миновать точку»; переизбрать Петрова: «избрать Петрова на другой срок» и «избрать другого человека на пост Петрова») и синтаксической неоднозначности (flying planes can be dangerous: «летящие самолеты могут быть опасны» и «летать на самолетах может быть опасно»; мужу изменять нельзя: «муж не должен изменять» и «нельзя совершать измены по отношению к мужу» и т. п.), на что указывает, например, Анна А. Зализняк.
В ряде случаев омонимия принципиально неразрешима без дополнительной информации, например:
И уносит с собой знание о мутной волне скорби, разорвавшей знание о сердце.
Тем не менее, в реальной жизни мы очень редко замечаем синтаксическую неоднозначность, так как наш языковой процессор способен мгновенно анализировать не только синтаксическую структуру, но и ситуацию, контекст, делать логические выводы о смысле предложения. Научить этому компьютерный анализатор представляется крайне сложной задачей.